# برونکوویتسه
برونکوویتسه (به لهستانی:  Bronkowice) یک روستا در لهستان است که در گمینا پاوووو واقع شده‌است. برونکوویتسه ۴۲۰ نفر جمعیت دارد.